# Blymhill
Blymhill är en by i civil parish Blymhill and Weston-under-Lizard, i distriktet South Staffordshire, i grevskapet Staffordshire i England. Byn är belägen 16 km från Stafford. Blymhill var en civil parish fram till 1986 när blev den en del av Blymhill and Weston-under-Lizard. Civil parish hade 459 invånare år 1961. Byn nämndes i Domedagsboken (Domesday Book) år 1086, och kallades då Brumhelle.